# Вили (Ніжинський район)
Ви́ли — село в Україні, у Макіївській сільській громаді Ніжинського району Чернігівської області. Населення становить 3 особи. Входить до складу Калинівського старостинського округу.
До 2020 орган місцевого самоврядування — Калинівська сільська рада.

## Історія
На карті Шуберта 1869 р. на місці села - х. Степанівка і х Бриньков. Село засноване 1939 року.
Як хутір Вили є в списках населених пунктів Лосинівського району Чернігівської губернії за 1924 (54 двори, 270 жителів) та 1927 роки (52 двори, 270 жителів). Отже засноване раніше 1939.
19 липня 2020 року, в результаті адміністративно-територіальної реформи та ліквідації Носівського району, село увійшло до складу Ніжинського району.